# 872

## Esdeveniments
- Traducció de la Geografia de Claudi Ptolemeu a l'àrab.
- 14 de desembre - Roma: Joan VIII és nomenat papa, com a successor d'Adrià II.

## Necrològiques
- 14 de desembre - Roma: Adrià II, Papa de l'Església catòlica des del 867 fins al 872.